# Canton de Marseille-Verduron
Le canton de Marseille-Verduron est une ancienne division administrative française située dans le département des Bouches-du-Rhône, dans l'arrondissement de Marseille. Ancien canton de Marseille-XV, créé en 1973.

## Composition
Le canton de Marseille-Verduron se composait d’une fraction du 15e arrondissement de Marseille : 
| Nom                   | Code Insee | Intercommunalité                   | Population (dernière pop. légale)                |
| --------------------- | ---------- | ---------------------------------- | ------------------------------------------------ |
| Marseille (chef-lieu) | 13055      | Métropole d'Aix-Marseille-Provence | Fraction : 20 649(2012) Commune : 862 211 (2016) |

et de la totalité du 16e arrondissement de Marseille.
Quartiers de Marseille inclus dans le canton (le 16e arrondissement et une partie du 15e) :
- L'Estaque
- Les Riaux
- Verduron
- Saint-Antoine
- La Viste
- Saint-André
- Saint-Henri
- Saint-Louis
- La Calade
- Consolat
- Campagne Lévêque
- Nord littoral (Plan d'Aou, La Bricarde, La Castellane)

Il comptait 37 750 habitants (population municipale) au 1er janvier 2012.

## Représentation
| Période                                  | Période | Identité       | Étiquette | Qualité                                                                    |
| ---------------------------------------- | ------- | -------------- | --------- | -------------------------------------------------------------------------- |
| 1973                                     | 1994    | André Millo    | PCF       |                                                                            |
| 1994                                     | 2001    | Roland Joly    | PCF       |                                                                            |
| 2001                                     | 2015    | Henri Jibrayel | PS        | Retraité des entreprises publiques Député des Bouches-du-Rhône (2007-2017) |
| Les données manquantes sont à compléter. |         |                |           |                                                                            |

## 2 photos du canton
|  |  |

## Démographie
| 1982 | 1990   | 1999   | 2006   | 2011   | 2012   |
| ---- | ------ | ------ | ------ | ------ | ------ |
| -    | 24 564 | 23 348 | 37 110 | 37 794 | 37 750 |